# Mali Budići
Mali Budići – wieś w Chorwacji, w żupanii pożedzko-slawońskiej, w mieście Pakrac. W 2011 roku liczyła 2 mieszkańców.